# Francisco Javier Astrain Baquedano
Pour les articles homonymes, voir Astrain et Baquedano.
Francisco Javier Astrain Baquedano, né à Pampelune (Navarre, Espagne) le 3 décembre 1897 et mort dans la même ville le 28 juin 1971, est un homme politique carliste.